# Hannes Dükler
Hannes Dükler, född 31 oktober 1973, är en svensk författare och journalist.
Dükler har sedan 1992 skrivit för tidningar som Res, Månadsjournalen, Resumé, Bon, Mama, Dagens Nyheter Kultur, Svenska Dagbladet Kultur, Expressen Kultur och Aftonbladet Nöje samt varit verksam som filmkritiker i Göteborgs-Posten. Han har även varit chefredaktör och filmrecensent på Nöjesguiden.
Bland tv-produktioner märks bland annat dokumentärserierna "Maskeradligan" som sändes i TV4 hösten 2020 och "Vem dödade Agneta?" i samma kanal sommaren 2021. Dükler har även arbetat som redaktör och researcher på Nyhetsmorgon och Kvällsöppet (TV4).
Dükler var redaktör och medförfattare till antologin "Uppdrag: Pappa" (Albert Bonniers förlag 2004) och medverkade i uppföljaren "Uppdrag: Familj". Hösten 2019 utkom Dükler med boken ”På osannolika skäl”, en true crime-berättelse om fallet med Agneta Westlund som 2008 hittades död av sin make och hur maken blev oskyldigt misstänkt för mordet. Boken låg även till grund för den ovannämnda dokumentärserien "Vem dödade Agneta?".
Dükler var producent för Spotifys podcast "Sekter" 2019–2020.
Våren 2024 romandebuterade han med spänningsromanen "De levande och de andra" som nominerades till Crimetime Award 2024 i kategorin "Årets deckardebut".